# Presidenti del Niger
I presidenti del Niger dal 1960 (data di indipendenza dalla Francia) ad oggi sono i seguenti.

## Lista
| Presidente | Presidente | Presidente                          | Partito                                                                       | Elezione                          | Mandato          | Mandato                     |
| Presidente | Presidente | Presidente                          | Partito                                                                       | Elezione                          | Inizio           | Fine                        |
| ---------- | ---------- | ----------------------------------- | ----------------------------------------------------------------------------- | --------------------------------- | ---------------- | --------------------------- |
|            |            | Hamani Diori (1916-1989)            | Partito Progressista Nigerino - Raggruppamento Democratico Africano           | 1965, 1970                        | 10 novembre 1960 | 15 aprile 1974 (deposto)    |
|            |            | Seyni Kountché (1931-1987)          | Militare                                                                      | A seguito di colpo di Stato       | 17 aprile 1974   | 10 novembre 1987            |
|            |            | Ali Saibou (1940-2011)              | Militare, Movimento Nazionale per la Società dello Sviluppo                   | 1989                              | 10 novembre 1987 | 16 aprile 1993              |
|            |            | Mahamane Ousmane (1950-)            | Convenzione Democratica e Sociale                                             | 1993                              | 16 aprile 1993   | 27 gennaio 1996 (deposto)   |
|            |            | Ibrahim Baré Maïnassara (1949-1999) | Militare, Unione Nazionale degli Indipendenti per il Rinnovamento Democratico | A seguito di colpo di Stato, 1996 | 27 gennaio 1996  | 9 aprile 1999 (assassinato) |
|            |            | Daouda Malam Wanké (1954-2004)      | Militare                                                                      | A seguito di colpo di Stato       | 11 aprile 1999   | 22 dicembre 1999            |
|            |            | Mamadou Tandja (1938-2020)          | Movimento Nazionale per la Società dello Sviluppo                             | 1999, 2004                        | 22 dicembre 1999 | 18 febbraio 2010 (deposto)  |
|            |            | Salou Djibo (1965-)                 | Militare                                                                      | A seguito di colpo di Stato       | 18 febbraio 2010 | 7 aprile 2011               |
|            |            | Mahamadou Issoufou (1952-)          | Partito Nigerino per la Democrazia e il Socialismo                            | 2011, 2016                        | 7 aprile 2011    | 2 aprile 2021               |
|            |            | Mohamed Bazoum (1960-)              | Partito Nigerino per la Democrazia e il Socialismo                            | 2020-21                           | 2 aprile 2021    | 26 luglio 2023              |
|            |            | Abdourahamane Tchiani (1960-)       | Presidente del Consiglio Nazionale per la Salvaguardia della Patria           | A seguito di colpo di Stato       | 26 luglio 2023   | 26 marzo 2025               |
| Militare   | ad interim | Abdourahamane Tchiani (1960-)       | 26 marzo 2025                                                                 | in carica                         |                  |                             |